# Ágnes Herczeg
Ágnes Herczeg (Kecskemét) is een Hongaarse kunstenaar die werkt met kant van uitsluitend plantaardige materialen en hout.
Herczeg is afgestudeerd aan de Hongaarse Universiteit voor Beeldende Kunsten op textielconservering. Sinds 2013 werkt zij met methoden zoals naaldkant, kussenkant en macramé. Zij gebruikt voornamelijk natuurlijke plantaardige garens zoals linnen, hennep, katoen, jute en raffia van verschillende dikte. De lijsten van takjes, boombast of kokosnootbolster vormen een integraal onderdeel van haar werk.
In Herczegs kunst worden vaak vrouwen afgebeeld, introspectief en rustend, in hun dagelijkse bezigheden of momenten. Criticus Sara Barnes beschrijft haar stukken als met een "opvallende visuele nevenschikking [tussen] de losheid van het kant en de stevigheid van het hout."